# Sedum cormiferum
Sedum cormiferum är en fetbladsväxtart som beskrevs av Robert Theodore Clausen. Sedum cormiferum ingår i Fetknoppssläktet som ingår i familjen fetbladsväxter. Inga underarter finns listade i Catalogue of Life.